# Cratere Royle
Royle  è un cratere sulla superficie di Venere.